# Conocybe farinacea
Conocybe farinacea är en svampart som beskrevs av Watling 1964. Conocybe farinacea ingår i släktet Conocybe och familjen Bolbitiaceae.  Arten är reproducerande i Sverige. Inga underarter finns listade i Catalogue of Life.